# Frederick William Beechey
Frederick William Beechey, född 17 februari 1796 i London, död där 29 november 1856, var en engelsk upptäcktsresande, son till målaren William Beechey.
Beechey ingick tio år gammal vid den engelska flottan. 1818 deltog han med John Franklin i en expedition till Spetsbergen och var året därefter William Edward Parry följaktig på en ny färd till Baffinbukten. 1821 Sedan han under två år deltagit i sjömätningar vid Afrikas nordkust, fick han 1825 order att med proviantfartyget "Blossom" tränga fram över Stilla havet och Berings sund längs Amerikas nordkust för att om möjligt möta Franklin och Parry, vilket inte lyckades. Emellertid upptäckte Beechey under färden en ansenlig sträcka av Amerikas nordkust och åtskilliga öar i Stilla havet, och namngav flera blåatser såsom Beecheyön, Cape Beechey, Lake Beechey och Point Beechey.
År 1828 återkom han till England och utgav sedan, under titeln Narrative of a voyage to the Pacific and Behring’s strait (1831), en beskrivning över sin färd. 1854 utnämndes Beechey till viceamiral, och 1856 kallades, han till ordförande i Royal Geographical Society i London.
Beechey utgav Proceedings of the expedition to explore the northen coast of Africa (1828) och Narrative of voyage to teh Pacific and Behrings's strait (2 band, 1831).